# Harborough
Harborough este un district nemetropolitan în Regatul Unit, în comitatul Leicestershire din regiunea East Midlands, Anglia.

## Orașe din cadrul districtului
- Lutterworth
- Market Harborough